# Авилон
Авилон — российская автоторговая компания.

## История компании
Компания основана в 1997 году в Москве. Это был один из первых дилеров Ford Motor Company в столице («Нью-Йорк Моторс-Москва»). В 2002 году компания объявила об открытии автосалона «Авилон», являющегося официальным дилером автомобилей Mercedes-Benz, с этого же года «Авилон» — лидером по продажам и техническому обслуживанию автомобилей данной марки в России и в Восточной Европе Также был открыт единственный на то время сервисный центр Maybach в России.
В 2010 году были открыты два дилерских центра BMW и Volkswagen, MINI и BMW Motorrad. Дилерский центр Volkswagen компании является одним из крупнейших в России. В августе 2010 года, реализовав 187 автомобилей, компания стала лидером по продажам BMW в России.
В 2012 году «Авилон» начал сотрудничество с Rolls-Royce Motor Cars, был построен самый большой в Европе демонстрационный зал дилерского центра. Данный дилерский центр Rolls-Royce стал вторым в Москве, по словам главы компании Торстена Мюллера-Отвоса, его открытие было принято в связи с ростом продаж марки по всему миру и в России в частности. Также в этом году состоялось открытие дилерского центра Hyundai.
В 2013 году компания стала официальным дилером марок Jaguar и Land Rover. Был открыт новый 7-этажный комплекс, ставший частью «Автограда» на Волгоградском проспекте, где на 4,5 тыс. м2 расположились дилерские центры Land Rover, Range Rover, Jaguar, Hyundai, Jeep, Bentley и автомобили с пробегом. Также 29 августа 2014 года был открыт новый демонстрационный зал Mercedes-Benz AMG на Воздвиженке.
В апреле 2015 года «Авилон» получил дилерство Aston Martin, демонстрационный зал расположился на части офисных площадей в комплексе компании на Волгоградском проспекте. Также в этом году «Авилон» начал сотрудничество с Jeep/Chrysler, Maserati и Bugatti. В 2016 году открылся салон по продажам автомобилей Audi и первый в России цифровой демонстрационный зал Hyundai City Store. Клиенты цифрового демонстрационного зала имеют возможность приобрести все модели Hyundai практически без посещения салона продаж — платформа позволяет ознакомиться с моделями, подобрать подходящую комплектацию и внести предоплату, подтвердив факт покупки. Демонстрационный зал был открыт в Москве в «Метрополисе», инвестиции в проект составили примерно 30 млн рублей, которые по расчетам компании должны окупиться через три года.
В декабре 2016 года начал работать салон «Авилон аура», расположенный на Петровке. В бутике предлагаются как новые, так и подержанные автомобили марок марок Aston Martin, Bentley, Bugatti, Ferrari и Rolls-Royce.
В начале 2017 года «Авилон» оформил первый заказ на самую дорогую и быструю в мире машину из числа предназначенных для дорог общего пользования — Bugatti Chiron стоимостью 2,3 млн евро. По данным компании, автомобиль будет передан покупателю в 2019 году.
К осени 2017 года планируется также открытие дилерского центра Cadillac площадью 400 м2 и разместится на Волгоградском проспекте, ещё 400 м2 будут выделены под зону сервисного обслуживания.
В 2019 году на территории бывшего завода ЗиЛ открылся уникальный дилерский комплекс, в котором одновременно разместились Audi и Mercedes-Benz.
В декабре 2023 компания приобрела в Санкт-Петербурге завод Hyundai Motor. Сумма сделки составила 10 000 рублей
В Москве есть также бизнес-центр «Авилон», расположенный на Волгоградском проспекте. [значимость факта?]

## Деятельность компании
Основным направлением деятельности компании является продажа, гарантийное и послегарантийное обслуживание автомобилей, а также продажа оригинальных запасных частей и аксессуаров. Авилон является дилером таких марок автомобилей, как Aston Martin, Audi, BMW, Bentley, Bugatti, Cadillac, Chrysler, Ferrari, Fiat, Ford, Hyundai, Jaguar, Jeep, Land Rover, Maserati, Mercedes-Benz, MINI, Rolls-Royce, Volkswagen. Лидер по продажам и техническому обслуживанию автомобилей Mercedes-Benz в России и в Восточной Европе, занимает лидирующие позиции в мире по продажам автомобилей Ford, а также лидер дилерской сети BMW с долей продаж 11 % по России.
В 2015 году «Авилон» стал российским лидером по числу люксовых брендов в портфеле. По словам директора Аuto-dealer.ru Олега Дацкива, выгода от наличия большого ассортимента люксовых марок в том, что продажи хотя и штучные, зато постоянные и доходность гораздо выше, чем на рынке в целом, к тому же, автомобиль у таких покупателей обычно не один, а иметь дело с одним дилером проще.
Основной поставщик автомобилей для УДП. По данным СПАРК-Маркетинг компания с 2010 года заключила более 1000 контрактов с госструктурами, а выручка увеличилась с 24 млрд руб. (2010) до 52 млрд (2014). По данным РБК, на 2015 год выручка компании составляет 45,5 млрд рублей, а активы компании — 17 млрд руб. В 2017 году выручка составила 70 млрд руб.
По данным компании, в 2016 году было реализовано 23 318 автомобиля, а выручка составила более 50 млрд рублей. В 2016 году компания также попала в список 200 крупнейших частных компаний России (141-е место) по версии Forbes.
Выручка компании в 2020 году составила 90,2 млрд рублей.
В сентябре 2021 года открылся «Авилон Aurus» — у дилера есть 15 контрактов на Aurus Senat Sedan (стоимость 18-24 млн рублей). В апреле 2021 года «Авилон» и «Панавто», выставили на продажу два бронированных лимузина Senat, стоимостью почти 107 млн рублей. 
В группу «Авилон» входит транспортная компания по перевозке автомобилей и Европейская риэлторская компания.
В мае 2023 года «Авилон» приобрел российское подразделение Volkswagen – Volkswagen Group Rus. Правительство утвердило сумму сделки до 125 миллионов евро. Сделка не включала опцион на обратный выкуп.

## Критика
В 2011 году импортер «Мерседес-Бенц рус» расторг договор с «Авилоном» без объяснения причин за год до его истечения. После этого дилер обратился в суд с требованием признать недействительным отказ представительства Mercedes от его исполнения. По мнению компании, ответчик начал ущемлять её права и запретил продавать автомобили клиентам, «аффилированным с государством». В результате этого продажи автомобилей у «Авилона» упали, а в собственной дилерской сети «Мерседес-Бенц рус», напротив, выросли. В мае 2013 года Арбитражный суд Москвы признал незаконным расторжение договора и обязал компанию исключить из него пункт о возможности расторгнуть договор без объяснения причин. В августе этого же года «Мерседес-Бенц рус» подал апелляцию, однако в сентябре стороны подписали мировую.